# Плутонийгексамедь
Плутонийгексамедь — бинарное неорганическое соединение
плутония и меди
с формулой Cu6Pu,
кристаллы.

## Получение
- Сплавление стехиометрических количеств чистых веществ:

{\displaystyle {\mathsf {Pu+6Cu\ {\xrightarrow {950^{o}C}}\ Cu_{6}Pu}}}

## Физические свойства
Плутонийгексамедь образует кристаллы
ромбической сингонии,
пространственная группа P nma,
параметры ячейки a = 0,8050 нм, b = 0,5025 нм, c = 1,0059 нм, Z = 4,
структура типа цезийгексамеди Cu6Ce
.
Соединение образуется по перитектической реакции при температуре 950°С.

## Химические свойства
- Разлагается при нагревании:

{\displaystyle {\mathsf {Cu_{6}Pu\ {\xrightarrow {>950^{o}C}}\ Cu_{4}Pu+2Cu}}}